# トゥモロー・ウォー
『トゥモロー・ウォー』（原題：The Tomorrow War）は、2021年のアメリカ合衆国のミリタリーSFアクション映画。
監督はクリス・マッケイ、脚本はザック・ディーン、ビル・ドゥビューク、出演はクリス・プラット、イヴォンヌ・ストラホフスキー、J・K・シモンズ、ベティ・ギルピン、エドウィン・ホッジ。
本作は、パラマウント・ピクチャーズによって2020年12月25日に劇場公開予定だったが、新型コロナウイルス感染症のパンデミックにより断念。配給権はAmazonに売却され、Prime Videoにて2021年7月2日に全世界でデジタル配信された。

## あらすじ
プロローグ
2022年12月、カタールワールドカップの試合中のフィールドに、不思議な光に包まれて武装した兵士の一隊が突然に姿を現す。30年後の未来から来たという彼らの話によると、未来では突如として現れた『ホワイトスパイク』と呼ばれるエイリアンに地球は侵略され、人類は絶滅の危機にあると世界中に呼びかけ、救援を求める。
世界各国は、総人口が50万人を切った未来へ『精鋭の軍人と物資』を送り出したものの、生還率はわずか30%に満たないほどであり多くの犠牲を出してしまう。さらに、時空転移の適性を持っているのは軍人の半数に満たないことから、世界中で民間人をも対象にした『本人の意志を無視した徴兵』が始まり、各地で反戦運動が広がっていた。
適正検査による徴兵
元軍人で研究所への転職に失敗したばかりの生物学教師・ダン・フォレスターは、徴兵適性検査時に「7年後に自然死する」と告げられる。タイムパラドックスを防ぐため「未来で死亡している者」という徴兵条件を満たしたことから、徴兵されて左腕に転送装置を固定される。
逃亡を考えたダンは、疎遠になっていた父に協力を求めるがかつての確執がもとで取りやめ、妻と娘に別れを告げて未来の戦いに身を投じることを決意する。
30年後への時空転移
新兵達は予定を早めさせられ2051年のマイアミ・ビーチに転送されるも、転送先のエラーによって高層ビルの屋上よりもさらに高所に転送され、多くの新兵たちが落下死してしまう。運よく屋上のプールに落ちたダンは、チャーリー、ドリアンたち他の生存兵と共に、敵殲滅のために街を爆撃する前に「ラボから研究員を救出する」よう無線で司令官に命じられる。
だが、研究員は全滅しており、ダンたちは研究成果を持ち出すこととなるが、ホワイトスパイクの大群の襲撃に遭う。脱出の最中、ホワイトスパイクの群れと闘いながら多くの味方が死亡していき、ロバートとノラが殿を務めて犠牲となり、爆撃区域から間一髪で脱出する。
娘との再会
チャーリーやドリアンらと共に、ダンはドミニカ共和国にある前線基地のキャンプで目覚める。司令官に面会したダンは、同姓であることと故郷が同じだと聞き、司令官が成長した自分の娘のミューリ・フォレスター大佐であると気付く。
一方、ミューリは生物学の研究者であり対ホワイトスパイク兵器の開発を担当していたが、母親と離婚しかつてのみる影もなくなり、早くに交通事故により死亡した父親のダンのことを許せずにいた。ダンはミューリにハグをしようとするが、断られる。ミューリはダンを未来に呼び寄せたのは、感傷ではなく別の理由があると告げる。
メス個体の捕獲
キャンプの中でミューリはダンにホワイトスパイクのメスの映像を見せ、メスは凶暴だが数は少なく、オスの駆除には毒物が効果を発揮しているが、巣を確認すると多くの死骸の中に生きたメスがいると説明する。毒物が効かなかった原因を調査解析して、致死薬を見付けることが最後の望みだとダンに言う。
ダンとミューリらはメスの捕獲作戦に参加して希少なホワイトスパイクのメスを捕らえることに成功する。檻に捕らえたメス、ダンとミューリはそれぞれヘリコプターでバハマ沖のディープスウェル９という海上基地に向かう。
毒の開発
海上基地では、メスを鎖で拘束しヒドロモルフォンを投与して眠らせている。生殖の要であるメスは「毒素を中和する酵素」を持っており、この酵素を無効化することが人類に残された最後の打開策であった。そして、バハマ沖の海上基地でミューリとダンは協力して、ホワイトスパイクのメスに有効な毒の開発についに成功する。
だが、奪われたメスを取り返そうとホワイトスパイクの大群が基地を襲撃してくる。猛攻撃を受ける中、重症を受けたミューリはダンに謝罪して和解したものの、ミューリはホワイトスパイクに襲われて落下し、ダンは娘を残して過去に自動転送されて、託された毒を持ち帰る。
発生源の謎解き
2023年に戻ったダンは、未来で転送リンクが破壊されたために、毒を大量生産しても未来に送ることが不可能となったことを知る。
チャーリーやドリアンらと協力して調査したダンは、「ホワイトスパイクは1000年前からロシアの氷河内に潜んでおり、氷河が溶けたことで解凍された」と推測する。未来での戦争を阻止するために政府への協力を乞うが取り合ってもらえず、独自でロシアに密入国することとなる。
雪山での駆逐作戦
氷河に潜入するために父親のジェームズ・フォレスターを仲間に加えて、ハート中尉の協力によって毒を大量生産し、ロシアに潜入したダン達は、氷河内で宇宙船を見つける。船内に入ったダン達は、ホワイトスパイクとは別種のエイリアンの死体を発見し、ホワイトスパイクは彼らの生体兵器であったことを推察する。
睡眠中のメス個体に毒を注入し、毒が有効であることが判ったものの、他の個体を覚醒させてしまう。命を賭してドリアン達が船を爆破してホワイトスパイクを全滅させるが、一体のメスが逃げ出す。ダンと父はメスを追い、ホワイトアウトの中での死闘の末に、最後の一体を撃破して未来の戦争を未然に防ぐことに成功する。

## キャスト

### フォレスター家
ダン・フォレスター
演 -クリス・プラット
元軍人の生物教師。イラク戦争において分隊長についていた経歴がある。退役後、転職に失敗した結果、現在の職に就いた。本名はジェームズ・ダニエル・フォレスターだが、父と同じ名を呼ばれることを嫌い、ミドルネームの愛称であるダンを名乗る。
ミューリ・フォレスター
演 - イヴォンヌ・ストラホフスキー、ライアン・キエラ・アームストロング（幼少期）
ダンの娘。2022年の世界では、9歳の幼児であった。父親を尊敬しており、両親の別居・離婚を経験するが、後に父親の影響もあって化学の道へと歩むようになる。
2051年の世界では、階級は大佐で司令官を務める。生物学の研究者で、38歳になっており父親とさほど変わらない年齢に成長している。29年が経過して、父親のダンとは距離を置こうとしていた。ホワイトスパイクに効く「毒薬」を開発し、それを父親のダンに持たせて過去へと送り出す。
エミー・フォレスター
演 - ベティ・ギルピン
ダンの妻。未来から帰ってきたダンとは上手くいかなくなり、ミューリが12歳の時に別居し、14歳の時に離婚した。
ジェームズ・フォレスター
演 - J・K・シモンズ
ダンの父親。息子とは疎遠。大富豪の機体整備係として働いている。工学の修士号を持ち、政府を毛嫌いしている。

### 2022年の人物
チャーリー
演 - サム・リチャードソン
ダンとともに徴兵された話好きな黒人男性。元ジョージア工科大学の学科長で、現在は民間企業の開発部長を務める。妻は初派兵の際に戦死している。
ドリアン
演 - エドウィン・ホッジ
ダンとともに徴兵された寡黙な黒人男性。ロシアへの初派兵で生存した数少ない生き残りで、今回が3度目の任務を迎える。派兵のたびにホワイトスパイクの爪を持ち帰るようにしている。
ガンを患っており、余命は半年と宣告されている。
ロバート・コーワン
演 - マイク・ミッチェル
ダンとともに徴兵された肥満体の白人男性。
最初の戦いの際に、ホワイトスパイクから逃げ切れないことを悟ってノラと共に殿を務め、大量のホワイトスパイクを道連れに爆撃により死亡した。
ノラ
演 - メアリー・リン・ライスカブ
ダンとともに徴兵された中年の白人女性。
最初の戦いの際に、ホワイトスパイクから逃げ切れないことを悟ってロバートと共に殿を務め、大量のホワイトスパイクを道連れに爆撃により死亡した。
ドッド
演 - デヴィッド・マルドナード
政府高官。
マーティン
演 - セス・シェナール
ダンの教え子。火山に関して詳しい。
チェルシー
演 - パイパー・コリンズ
ダンの教え子。

### 2051年の人物
ハート中尉
演 - ジャスミン・マシューズ
2051年の軍人。2022年の世界に援助を求める。指揮官。
グリーンウッド少佐
演 - キース・パワーズ
ミューリの部下。
イケンバ少尉
演 - チブイケム・ウチェ
ハート中尉と共に2022年の世界に援助を求める。ブリーフィング担当。
トラン少尉
演 - アラン・トロング
ハート中尉と共に2022年の世界に援助を求める。ブリーフィング担当。
ディアス軍曹
演 - セイチェル・ガブリエル
ハート中尉と共に2022年の世界に援助を求める。訓練担当。

## 日本語吹替
| 役名                       | 俳優                               | 日本語吹替     |
| -------------------------- | ---------------------------------- | -------------- |
| ダン・フォレスター         | クリス・プラット                   | 山寺宏一       |
| ミューリ・フォレスター     | イヴォンヌ・ストラホフスキー       | 園崎未恵       |
| エミー・フォレスター       | ベティ・ギルピン                   | 山根舞         |
| ジェームズ・フォレスター   | J・K・シモンズ                     | 立川三貴       |
| チャーリー                 | サム・リチャードソン               | 落合福嗣       |
| ドリアン                   | エドウィン・ホッジ                 | 杉村憲司       |
| 幼いミューリ・フォレスター | ライアン・キエラ・アームストロング | 森千晃         |
| ハート中尉                 | ジャスミン・マシューズ             | 種市桃子       |
| グリーンウッド少佐         | キース・パワーズ                   | 綿貫竜之介     |
| ドッド                     | デヴィッド・マルドナード           | 玉野井直樹     |
| ロバート・コーワン         | マイク・ミッチェル                 | 真木駿一       |
| ノラ                       | メアリー・リン・ライスカブ         | 杉山滋美       |
| マーティン                 | セス・シェナール                   | 新祐樹         |
| イケンバ中尉               | チィビュイケム・ウチェ             | 村井雄治       |
| グレッグ                   | -                                  | 関口雄吾       |
| チェルシー                 | パイパー・コリンズ                 | 木村涼香       |
| サム                       | テレンス・スミス                   | 三好翼         |
|                            |                                    |                |
| 翻訳                       |                                    | 安本熙生       |
| 演出                       |                                    | 本吉伊都子     |
| 制作                       |                                    | グロービジョン |

## 製作
2019年2月に、クリス・プラットが本作（当時は『Ghost Draft』と呼ばれていた）に出演するための交渉中であることが発表され、 クリス・マッケイが監督を務める予定だった。
7月、イヴォンヌ・ストラホフスキーがキャストに追加された。8月にはJ・K・シモンズ、ベティ・ギルピン、サム・リチャードソン、テオ・フォン、ジャスミン・マシューズ、キース・パワーズをキャストに加え 、9月にはメアリー・リン・ライスカブ、エドウィン・ホッジが追加としてキャストに加わった。
映画のタイトルが『The Tomorrow War』と決定した。クリーチャーデザイナーのケンバー・セルメイは、映画でのエイリアンをデザインした 。 
撮影は2019年9月1日に始まり、アトランタとアイスランドで撮影された。2020年1月12日には撮影が終了した。

## 公開
当初、2020年12月25日にパラマウント映画によって公開される予定だったが、COVID-19の大流行により、2021年7月23日、もともと『ミッション:インポッシブル/デッドレコニング PART ONE』の公開が予定されていた日に変更された。
その後、劇場公開は断念されて公開権はAmazonビデオに売却され、2021年7月2日に全世界でデジタル配信されることになった。